# Mechili
Mechili (en arabe : المخيلي) est un petit village de Cyrénaïque, en Libye et le site d'un ancien fort turc.

## Géographie
En raison de sa situation dans le désert, Mechili a souffert dans le passé de l'isolement. Cependant, son isolement prit fin après le pavage de la route du désert Charruba-Timimi entre les années 1975-1985, et cette route devint la route favorite pour voyager entre Tobrouk et Benghazi. Le village se trouve à une altitude de 196 mètres.

## Histoire

### Seconde Guerre mondiale
- En janvier 1941, la force britannique nommée « Western Desert Force » sous le commandement du général Richard O'Connor (après avoir pris Tobrouk le 22 janvier) exécuta un audacieux mouvement de débordement et prit la ville aux forces italiennes le 27 janvier.
- Le 7 avril de la même année, la division blindée italienne Ariete captura la garnison britannique à Mechili[2], dans le cadre de la première offensive du lieutenant-général allemand Erwin Rommel à travers la Cyrénaïque dans le but d'encercler les forces britanniques, et cela aida à capturer O'Connor près de Derna le même mois.
- Le 18 décembre 1941, les forces britanniques reprirent Mechili dans le cadre de l'opération Crusader.
- Au début de février 1942, les forces de Rommel reprirent Mechili dans le cadre de sa deuxième offensive à travers la Cyrénaïque.
- En novembre 1942, les forces britanniques occupèrent Mechili pour la dernière fois.